# Kanton Pont-de-Vaux
Kanton Pont-de-Vaux (fr. Canton de Pont-de-Vaux) byl francouzský kanton v departementu Ain v regionu Rhône-Alpes. Skládal se z 12 obcí. Zrušen byl po reformě kantonů 2014.

## Obce kantonu
- Arbigny
- Boissey
- Boz
- Chavannes-sur-Reyssouze
- Chevroux
- Gorrevod
- Ozan
- Pont-de-Vaux
- Reyssouze
- Sermoyer
- Saint-Bénigne
- Saint-Étienne-sur-Reyssouze